# Iván Kaviedes
Jaime Iván Kaviedes Llorenty (* 24. Oktober 1977 in Santo Domingo de los Colorados) ist ein ecuadorianischer ehemaliger Fußballspieler.
Kaviedes gilt als technisch starker, nur schwer vom Ball zu trennender Stürmer, der darüber hinaus ein guter Freistoßschütze ist. Er steht aber auch im Ruf, wenig konstant in seinen Leistungen und seinem Einsatz zu sein. Seine Karriere ist geprägt von zahlreichen Kurzzeitengagements bei mittlerweile zwölf verschiedenen Vereinen in den ersten Ligen der Länder Ecuador, Spanien, Mexiko, Argentinien, Italien, Portugal und England.

## Vereinsfußball
Kaviedes machte 1995 als Jugendspieler sein erstes Erstligaspiel für CS Emelec in Guayaquil, wo er bald zum Stammspieler und Torjäger wurde. In der Saison 1998 erzielte er in 39 offiziellen Begegnungen 43 Tore und stellte damit einen Rekord für Torjäger in einer Saison auf, welcher erst von Lionel Messi in der Saison 2011/12 übertroffen wurde (50 Saisontore). Er wurde daraufhin vom Nationalkongress geehrt und erhielt von der IFFHS den Preis für den erfolgreichsten Torjäger einer nationalen Liga im Jahr 1998. Er wurde vom AC Perugia nach Italien verpflichtet, wo er zum ersten ecuadorianischen Spieler in der Serie A wurde, aber in der Rückrunde der Saison 1998/99 lediglich vier Tore erzielte.
Zur Folgesaison 1999/00 wechselte er für mehr als fünf Millionen Dollar zu Celta Vigo nach Spanien. Auch hier hatte er keinen durchschlagenden Erfolg und wurde nach der Hinrunde an den Puebla FC nach Mexiko ausgeliehen. Die Saison 2000/01 verbrachte er als Leihgabe bei Real Valladolid. Hier erzielte er am 37. Spieltag gegen den FC Barcelona per Fallrückzieher ein Tor, das als eines der schönsten dieser Spielzeit angesehen wurde. In der Saison 2001/02 stand er zunächst wieder im Aufgebot von Celta Vigo, wurde jedoch von Trainer Víctor Fernández nicht eingesetzt. Noch in der Saison folgte ein zweimonatiges, wenig erfolgreiches Gastspiel beim FC Porto. Kaviedes wurde daraufhin von Celta an den Barcelona SC Guayaquil nach Ecuador ausgeliehen. Bei diesem Verein, dem Lokalrivalen seines Heimatvereins Emelec, fand er zu seiner Form zurück. Nachdem Kaviedes bei der Weltmeisterschaft 2002 sein Land vertreten und neben der ecuadorianischen auch die spanische Staatsbürgerschaft angenommen hatte, erhielt er zur Saison 2002/03 bei Celta eine neue Gelegenheit, in den Kader zurückzukehren. Er wurde jedoch wieder nur selten eingesetzt und erneut zur Rückrunde verliehen, wiederum an den FC Puebla in Mexiko. Auch dort wurde er bald nicht mehr eingesetzt und kehrte nach drei Monaten nach Ecuador zurück, um über seine Zukunft nachzudenken. Er plante, seine Karriere zu beenden, erhielt dann aber die Genehmigung, bis Juni 2003 für Deportivo Quito zu spielen, wo er zehn Spiele absolvierte und zwei Tore erzielte, von denen eines zum schönsten der Saison gewählt wurde.
Zur Saison 2003/04 traf Kaviedes erneut in Vigo ein, erschien jedoch bei der Abreise ins Trainingslager zur Saisonvorbereitung nicht. Er erklärte der Vereinsführung, er sei mit seiner Situation unzufrieden und wolle den Verein verlassen. Daraufhin zeigte ihn die Führung von Celta Vigo bei der FIFA wegen Vertragsbruch an. Schließlich wechselte er im Februar 2004 erneut zum Barcelona SC Guayaquil in Ecuador, nachdem er sich mit den Verantwortlichen bei Celta Vigo geeinigt hatte, selbst einen Teil seiner Transferrechte zu erwerben, die nun beim kleinen Verein CS Norte América in Guayaquil liegen und de facto von finanzierenden ecuadorianischen Unternehmern gehalten werden.
Im Juli 2004 reiste Kaviedes nach London zum Probetraining beim Premier-League-Aufsteiger Crystal Palace und wurde von diesem verpflichtet. Er konnte sich allerdings auch hier nicht nachhaltig durchsetzen, absolvierte nur vier Pflichtspiele und kehrte im Januar 2005 zum Barcelona SC Guayaquil zurück. Nachdem er sich mit seiner Mannschaft für die Play-offs um die Meisterschaft qualifiziert hatte, wurde er in der Endphase der Saison nach einer tätlichen Auseinandersetzung mit einem Journalisten suspendiert und sollte nicht mehr eingesetzt und allenfalls an einen Zweitligisten abgegeben werden. Schließlich verpflichtete ihn Argentinos Juniors aus Buenos Aires, für die er im Clausura-Turnier 2005 und im Apertura-Turnier 2006 aktiv war. Nachdem sein Vertrag dort ausgelaufen war, wechselte Kaviedes zurück nach Ecuador zum Barcelona SC Guayaquil. Dort wurde er, nachdem er mehrere Tage nicht zum Training erschien, Mitte Oktober 2006 aus dem Kader gestrichen. Zur Saison 2007 verpflichtete ihn der Militärklub CD El Nacional aus Quito, der auch einen Teil der Transferrechte erwarb. Dort erzielte er im ersten Saisonspiel gegen Emelec vier Tore und wurde erfolgreichster Torschütze der Apertura-Saisonhälfte.

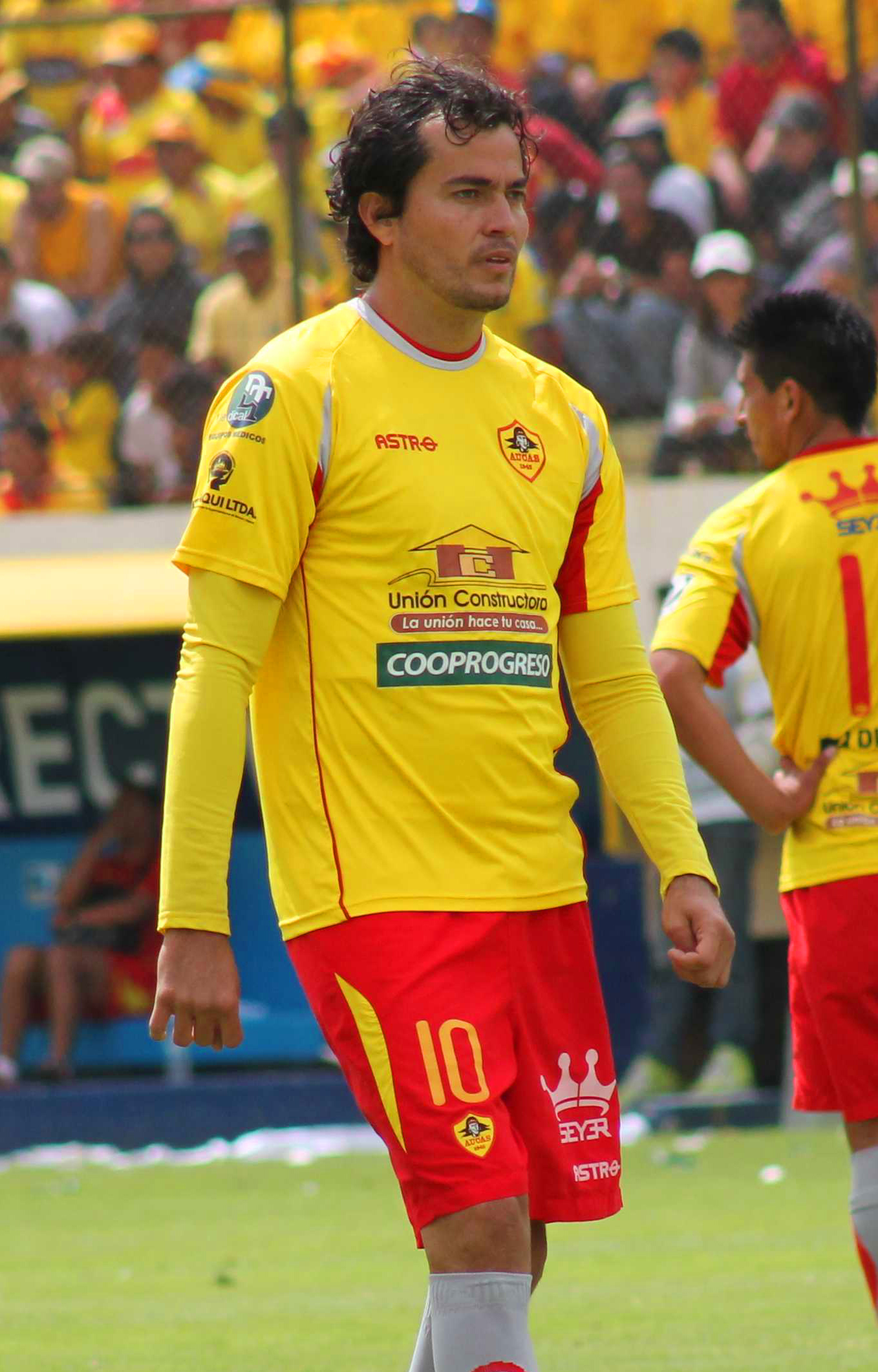
2012

Nach der Saison, in der er eine längere Verletzungsphase zu überstehen hatte, wechselte er innerhalb Quitos zu Liga de Quito. Wegen finanzieller Unstimmigkeiten mit der Clubführung verließ er den Verein einseitig jedoch bereits nach wenigen Wochen. Im Mai 2008 wurde er von Liga de Quito auf Rückzahlung von 220.000 US-Dollar verklagt, mit denen er Verhandlungen über seine Transferrechte mit Norte América und El Nacional führen sollte, was er aber nie unternahm. Kaviedes bestritt die Schulden nicht und gab an, sie zurückzuzahlen, sobald ein angestrebter Wechsel ins Ausland gelungen sei. Dazu kam es zunächst nicht, weshalb im Mai 2009 auch ein Wechsel zum ecuadorianischen Aufsteiger Liga de Portoviejo scheiterte. Nach einem zweimonatigen Aufenthalt in einer Entzugsklinik in Quito im Herbst 2009 wurde er zur Saison 2010 von Macará, einem in Ambato beheimateten ecuadorianischen Erstligisten, verpflichtet. Am 13. Februar 2010 bestritt er sein erstes Ligaspiel für den neuen Verein, als er bei einer 0:2-Niederlage gegen den Barcelona SC Guayaquil in der 76. Minute für den Argentinier Juan Carlos Ferreyro eingewechselt wurde.

## Nationalmannschaft
Kaviedes gab sein Debüt für die Nationalmannschaft am 14. Oktober 1998 gegen Brasilien. Er absolvierte 57 Länderspiele, in denen er 17 Tore erzielte. Er nahm an der Weltmeisterschaft 2002 teil und wurde überraschend – und in seinem Heimatland kontrovers diskutiert – für die Weltmeisterschaft 2006 nominiert. Dort wurde er in allen vier Spielen seiner Mannschaft eingesetzt und erzielte ein Tor im Gruppenspiel gegen Costa Rica, das er in Hommage an seinen tödlich verunglückten ehemaligen Mannschaftskollegen Otilino Tenorio mit einer Spiderman-Maske feierte.
Außerdem nahm er am Turnier um die Copa América 1999 teil, wo er mit zwei Toren bester Torschütze seines Landes war.

## Sonstiges
Kaviedes hat griechische und katalanische Vorfahren. Seine Eltern starben bei einem Autounfall, als er noch sehr jung war. Er wuchs bei seinen Großeltern auf.
In Ecuador trägt Kaviedes den Spitznamen „Nine“ (betont wie deutsch), da er als Kind das Trikot einer Mannschaft, die ein Gastspiel absolvierte, bekam, auf dem nicht die Nummer, sondern das englische Wort für „9“ aufgedruckt war. In der deutschen Berichterstattung zur Weltmeisterschaft 2006 wird ein weiterer Beiname, „der verrückte Iván“ (span. El Loco Iván), hervorgehoben, der in seinem Heimatland kaum verwendet wird.
Mitte 1999 erhielt er zudem den Beinamen El inseminador (zu dt. Der Befruchter), da zeitgleich drei junge Mütter in der ecuadorianischen Öffentlichkeit erklärten, Kaviedes sei der Vater ihres jeweiligen Kindes.
Im September 2009 begab er sich in eine Klinik zur Suchttherapie.